# U 226
U 226 war ein deutsches U-Boot vom Typ VII C, das im Zweiten Weltkrieg von der deutschen Kriegsmarine eingesetzt wurde.
Der Auftrag für das Boot wurde am 15. August 1940 an die Germaniawerft in Kiel vergeben. Die Kiellegung erfolgte am 1. August 1941, der Stapellauf am 18. Juni 1942, die Indienststellung unter Kapitänleutnant Rolf Borchers fand schließlich am 1. August 1942 statt.
U 226 unternahm während seiner Dienstzeit drei Feindfahrten, auf denen es ein Schiff mit einer Tonnage von 7.134 BRT versenken konnte:

## Einsatzstatistik der drei Unternehmungen
- 18. April 1943: Versenkung der britischen Fort Rampart (Lage) (7.134 BRT, im Konvoi HX-233 fahrend)

## Verbleib
Am 6. November 1943 wurde U 226 im Nordatlantik, östlich von Neufundland, durch Wasserbomben der britischen Sloops Starling, Woodcock und Kite unter dem Kommando von Frederic John Walker auf der Position 44° 49′ N, 41° 13′ W versenkt. Alle 51 Besatzungsmitglieder fanden dabei den Tod.
U 226 verlor während seiner Dienstzeit vor der Versenkung keine Besatzungsmitglieder.